# Theodor Arzt
Kurt Theodor Arzt (* 10. Februar 1905 in Wetzlar; † 14. März 1973 ebenda) war ein deutscher Schullehrer und Botaniker.

## Leben und Wirken
Er war der Sohn des Regierungslandmessers Karl Arzt. Nach dem Besuch des Humanistischen Gymnasiums in Wetzlar studierte er Naturwissenschaften (u. a. Biologie, Botanik) an den Universitäten Freiburg im Breisgau, Frankfurt am Main und Göttingen. Danach war er am Botanischen Institut der Universität Göttingen als Assistent tätig, bevor er 1931 Studienreferendar am Gymnasium in Wetzlar und an der Oberrealschule Wuppertal-Elberfeld wurde. 1933 wechselte er als Lehrer an die Deutsche Höhere Schule in Swakopmund. 1938 kehrte er in das Deutsche Reich zurück und arbeitete als Studienrat in Neuss. In dieser Zeit publizierte er u. a. in der NS-Zeitschrift Rasse und Volk oder in Der Schulungsbrief. Das zentrale Monatsblatt der NSDAP. 1940 wurde er zur Wehrmacht einberufen.
Nach Kriegsende arbeitete Arzt als Lehrer an der Lotteschule in Wetzlar. Ab 1952 war er zugleich als Leiter des Kreisverbandes Wetzlar der Schutzgemeinschaft Deutscher Wald tätig und von 1961 bis 1964 Dozent an der Pädagogischen Hochschule in Weilburg. 1966 wurde Arzt zum Oberstudienrat und 1970 pensioniert.
1967 publizierte er mit Erich Hentschel und Gertrud Mordhorst das Standardwerk Die Pflanzenwelt des Naturparks Hochtaunus.
Arzt verfügte über Herbarien mit 1734 Belegen.

## Ehrungen
- 1973 wurde auf dem Hain in Biskirchen eine Gedenktafel für ihn errichtet.